# 超级马力欧USA
《超级马里奥USA》（又稱為“超级马里奥兄弟USA”，神游科技译为“超级马力欧２”，香港俗稱“孖寶兄弟USA”）是任天堂在北美1988年10月發售的NES平台动作遊戲，在日本以「Super Mario USA」的名義於1992年9月發售。
此作品因在遊戲玩法和設計上與超級瑪利歐系列的差異化而廣受好評，並進行了兩次重製，第一次收錄在超級任天堂平台於1993年發行的《超級瑪利歐收藏輯》中，第二次收錄在Game Boy Advance掌機平台於2001年作為首發遊戲的《超級瑪利歐Advance》中。它包含在Virtual Console和任天堂Switch Online線上服務中收錄原始和重製版本。
本作是系列中首次可使用碧姬公主及奇諾比奧作為玩家角色，亦是瑪利歐與路易吉首次確立截然不同的外觀（路易吉比瑪利歐身材較高與瘦削）。

## 遊戲方式
與前幾代只能選瑪利歐與路易吉2個角色相比，此遊戲設定成可使用瑪利歐、路易吉、奇諾比奧或碧姬公主闖關，在每一關卡開始前選擇一個角色闖關，每個角色的能力不相同。瑪利歐各方面能力都中等，路易吉跳比較高且滯空時間長，奇諾比奧跳比較低但動作迅速，碧姬公主拔植物的動作最慢但是滯空時間最長。有些捷徑只有路易吉與碧姬公主的滯空特性才能達成(更有些只有碧姬公主才能達成)，故各方面能力都沒有特別強的瑪利歐反而是較少玩家使用的角色。
遊戲可以向左移動或向右移動。
遊戲有7個世界，第1世界至第6世界每個世界有3個關卡，第7世界有2個關卡。
拔起地上的特製藥水砸出去會出現神秘的門，進去之後於時限內會出現香菇，可增加血量，最多4格。於特定地點砸出神秘的門並進入壺後，有4個關卡可以進入壺裡面跳關，但事實上只有2組跳關方式。
1-3可跳關至4-1，4-2可跳關至6-1。(使用此跳關路徑除第7世界Boss外，需打敗第6世界的Boss)
3-1可跳關至5-1，5-3可跳關至7-1。(使用此跳關路徑除第7世界Boss外，需打敗第1世界及第2世界的Boss)
武器主要是拔起地上的植物往敵人身上砸，敵人丟出炸彈時亦可把尚未引爆的炸彈當成武器丟擲，也可以踩在敵人頭上將敵人拋起來丟擲(有些敵人不行)。如果受傷，只要擊墜8隻敵人即會出現補血的愛心。血只剩下1格時身體會變小。
每吃5個櫻桃會出現1次無敵星星，吃下星星後即可於一定時間內呈現無敵狀態，可直接用身體攻擊敵人。
破關後，會統計每個角色闖關成功的次數。

## 開發
本作原本應為《超级马里奥兄弟2》，但由於美國任天堂發現日本的《超级马里奥兄弟2》過於困難:2，任天堂迫於時間已經來不及重新再開發一個完整的遊戲，因此拿了一個只在日本本土發行過的遊戲《夢工厂悸动恐慌》（夢工場ドキドキパニック），簡單修改了其中的角色為瑪利歐、路易吉、碧姬公主及奇諾比奧就草草推出，以改編作為超級瑪利歐系列的續集發售。

## 評價和影響

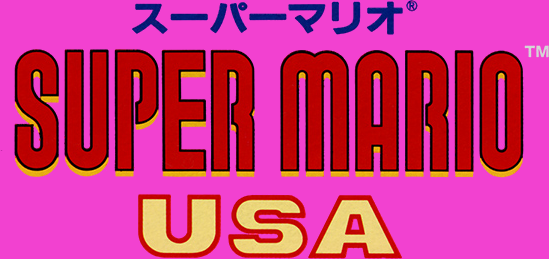
日版遊戲標識

《超级马里奥USA》獲得商業上的成功，最終遊戲於1992年9月14日回流到日本红白机發售，回流發售原因是《夢工厂悸动恐慌》角色著作權屬於富士電視台而無法重新推出，同時是最後一款於紅白機平台發售的超級瑪利歐系列作品。因為《超级马里奥USA》其成功的銷售產量、在世界各地一直被視為經典的超级马里奥遊戲，包括日本。它的某些設計項目已列入Wii U發佈的《超級瑪利歐3D世界》和任天堂Switch發佈的《超級瑪利歐創作家2》中。
瑪利歐的創造者兼本作製作人宫本茂稱這是瑪利歐系列中最好的作品。